# دان جونز (محرر)
دان جونز (بالإنجليزية: Dan Jones)‏ هو محرر أمريكي، ولد في 4 أغسطس 1810، وتوفي في 3 يناير 1862.